# Alcirona niponia
Alcirona niponia is een pissebed uit de familie Corallanidae. De wetenschappelijke naam van de soort is voor het eerst geldig gepubliceerd in 1909 door Richardson.